# 莫氏平鮋
莫氏平鮋，為輻鰭魚綱鮋形目鮋亞目平鮋科的其中一種，為亞熱帶海水魚，分布於東北太平洋海域，棲息深度128-183公尺，體長可達16.4公分，棲息在岩礁區底層水域，卵胎生，生活習性不明。